# Васильківська Надія Адамівна
Наді́я Ада́мівна Василькі́вська (Га́ц) (нар. 8 вересня 1961 року, Тернопіль) — педагог, кандидат педагогічних наук (1993), доцент (1996) кафедри філологічних дисциплін початкової освіти Тернопільського національного педагогічного університету, співавторка підручників та посібників з української мови для початкових класів.

## Біографічні дані
Народилася 8 вересня 1961 року в Тернополі. З 1968 по 1978 рік навчалася у ЗОШ № 9 м. Тернополя. 
Після закінчення школи вступила на факультет підготовки вчителів початкових класів (ПВПК) Тернопільського державного педагогічного інституту. У 1982 році завершила навчання, отримала диплом з відзнакою зі спеціальності «педагогіка і методика початкового навчання». Працювала вчителем початкових класів у ЗОШ с. Плотича Тернопільського району. З 1986 року почала працювати викладачем ТДПІ. 
З 1990 по 1993 рік навчалася в аспірантурі при Інституті педагогіки АПН України. У 1993 році захистила дисертацію на тему «Формування у молодших школярів умінь використовувати засоби зв’язності тексту» зі спеціальності — методика викладання (української мови), здобувши науковий ступінь кандидата педагогічних наук. З 1996 року — доцент кафедри педагогіки і методики ТДПІ. Викладає на кафедрі філологічних дисциплін початкової та дошкільної освіти у ТНПУ імені Володимира Гнатюка.

## Наукова робота
Сфера наукових інтересів вченої охоплює актуальні питання методики навчання мовно-літературної освітньої галузі.
Авторка понад 130 праць, серед яких авторська монографія, розділи у трьох колективних монографіях, 46 посібників, 8 методичних рекомендацій. 
Авторка статей у фахових виданнях, посібників для вчителів початкової школи, для студентів ЗВО. Співавторка підручника для 3 класу «Українська мова» (2011, 2013, 2015, 2016, 2017, 2018),  першої частини підручника «Українська мова та читання» (у 2-х частинах) (2020), першої частини підручника для 4 класу «Українська мова та читання» (у 2-х частинах) (2021) (співавтори: Вашуленко М. С., Дубовик С. Г.); співавторка навчально-методичного комплекту з української мови для 3 класу, навчально-методичного посібника для студентів вищих навчальних закладів «Методика навчання української мови в початковій школі» (2010, 2011, 2012).
Вчена брала участь у роботі конкурсного відбору проєктів підручників для 1 класу закладів загальної середньої освіти, що проводив Інститут модернізації змісту освіти.

## Нагороди та відзнаки
- Подяка Міністерства освіти і науки України (2019)[3].